# Rolls-Royce 30 hp
El Rolls-Royce 30 hp fue uno de los cuatro coches en ser producidos como resultado de un acuerdo de 23 de diciembre de 1904 entre Charles Rolls y Henry Royce. Comercializado con la marca Rolls-Royce, el 30 hp fue producido durante 1905 y 1906 por la compañía de Royce, Royce Ltd. en su factoría en Trafford Park, Manchester, Reino Unido. Fue vendido en exclusiva por el concesionario de Rolls, C.S.Rolls & Co., a un precio de 890 libras esterlinas. El motor fue exhibido en el Salón del Automóvil de París en diciembre de 1904, conjuntamente con los modelos 10 hp, 15 hp y 20 hp.

## Historia
Claude Johnson, empresario de Rolls-Royce, quería que un modelo con motor de seis cilindros en línea fuera incluido en la gama de modelos ofrecida por Rolls-Royce como otros fabricantes de "calidad", especialmente Napier. El 30 hp fue abandonado cuando la compañía cambió su política de empresa a la fabricación de un solo modelo y lanzó el 40/50 (Silver Ghost).
Rolls-Royce no proporcionaba la carrocería. En su lugar los coches eran vendidos en forma de chasis al cliente quien acordaba su propio proveedor. Se realizaron tanto coches abiertos como cerrados.
Solo un coche, con número de chasis 26355 se sabe que ha sobrevivido.

## Características técnicas
Rolls Royce comercializaba el chasis desnudo para ser carrozado por terceros, que se fabricó en dos longitudes: la versión corta era de 112 pulgadas (2845 mm) y la versión larga era de 118" (2997 mm) de longitud.
El motor fue fabricado con tres fundiciones separadas de unidades de dos cilindros que eran compartidas con el 10 hp 2-cilindros y el 20 hp 4-cilindros en línea con diámetro de cilindros de 120 mm (4 plg) y carrera del pistón de 127 mm (5 plg). El motor era de refrigeración por agua con 6000 cc de capacidad con válvulas superiores de entrada y laterales de escape. El cigüeñal estaba soportado por siete cojinetes con la intención de reducir al mínimo las vibraciones, un problema en muchos de los primeros motores de 6-cilindros, debido a que la dinámica de la disposición todavía no era enteramente conocida. Los primeros coches tenían un sistema de ignición de alta tensión utilizando acumuladores precargados, un vibrador y una bobina de ignición; en coches posteriores esto fue complementado con un magneto que podía ser utilizado como una alternativa. Debido a que las luces laterales y traseras utilizaban aceite y acetileno para los faros frontales, no existían otros elementos de consumo eléctrico para los acumuladores, que necesitan ser recargados entre salidas. La potencia de salida era de 30 bhp (22 kW) a 1000 rpm. La velocidad del motor se podía fijar mediante un mando que a su vez podía ser anulado con el acelerador controlado por pedal. En un principio se instaló una caja de cambios de tres-velocidades, después sustituida por una de cuatro velocidades, conectada al motor mediante un eje corto. Utilizaba un embrague cónico de cuero. En el modelo de cuatro velocidades, la tercera marcha era la directa y la cuarta utiliza overdrive.
El coche tenía una velocidad máxima de 55 mph (89 km/h). Disponía de un freno que operaba sobre la transmisión mediante un tambor situado detrás de la caja de cambios, accionado por un pedal, y de frenos de tambor de expansión interna operados mediante la palanca del freno de mano. Las suspensiones (tanto la delantera como la trasera) utilizaban ballestas semielípticas con muelles adicionales transversales en el eje trasero. Se equipó con ruedas de artillería con radios de madera.